# Igor Cotrim
Igor Cotrim Aires (São Paulo, 16 de novembro de 1974) é um ator, diretor e produtor brasileiro.

## Carreira
Em 1995, Igor estreou no teatro na montagem melancólica A Lenda de Peter Pan, interpretando o personagem principal até 1996. Em 1997 integrou o elenco da peça teatral O Avarento, viajando o Brasil até o ano seguinte. Em 1999 entrou para o elenco principal do seriado Sandy & Júnior, da Rede Globo, interpretando o antagonista cômico Boca, no qual ficou pelas quatro temporadas e, ao amadurecer do personagem, deixou o viés original para se tornar um papel humorado. Paralelamente também estrelou as peças O Casamento, de Nelson Rodrigues, e A Tempestade, versão brasileira do clássico de William Shakespeare. Na última temporada o personagem originalmente não estaria mais no seriado, uma vez que parte do elenco foi renovado, porém pelo apelo do público retornou a partir do quarto episódio. Em 2003 esteve na primeira metade da novela Mulheres Apaixonadas interpretando Romeu, que se tornou namorado de Dóris. Em 2004 interpretou Judas Tadeu na montagem de O Evangelho segundo Jesus Cristo. Em 2005 integrou o elenco principal da primeira temporada da telenovela Floribella, interpretando o bondoso advogado Matheus, que se envolve com uma adolescente.
Entre 2006 e 2007 esteve na comédia teatral A Cozinha. Em 2007 compilou suas principais poesias no livro, lançado em 2 de outubro pela editora Ibis Libris. Em 2008 interpretou o malandro Jairo em Chamas da Vida, um dos membros da gangue que comandava o ferro-velho clandestino e só pensava em sexo. Em 2009 grava seu primeiro longa-metragem, Elvis & Madona, o qual foi exibido pela primeira vez no Festival de Cinema de Natal, porém não lançado naquela data. No final daquele ano entra para a segunda temporada do reality show A Fazenda, no qual ficou em quarto lugar. Em 2010 dirigiu e protagonizou o curta-metragem Consolação-Paraíso Em 2011 retornou aos palcos com a peça teatral Iapinari, onde interpretou o personagem principal, baseado na lenda amazônica do índio cego que enxergava a alma das pessoas, com a qual ficou por dois anos. Apenas em 29 de setembro é lançado oficialmente Elvis & Madona, no qual interpretou a travesti Madona, que vive um romance inesperado com a homossexual Elvis. Igor estudou durante meses com os preparadores de elenco Bayard Toneli do Dzi Croquetes para que o personagem não caísse em clichês e estereótipos errados.
O filme foi a única produção brasileira a ser exibida no Festival de Cinema de Tribeca e rendeu para Igor seis prêmios por sua atuação, incluindo o Amazonas Film Festival e o Prêmio ACIE de Cinema. Em 2012 esteve no elenco do filme Luz nas Trevas – A Volta do Bandido da Luz Vermelha e interpretou o poeta Manuel Bandeira na peça teatral A Palavra Cantada de Manuel Bandeira. Naquele ano também estreou como produtor na Discovery Channel, onde foi responsável pela execução de diversas reportagens até 2015. Em 2013 retorna as novelas para interpretar o médico Diego em Flor do Caribe. No mesmo ano se torna repórter do programa Revista do Cinema Brasileiro, da TV Brasil, onde ficou por dois anos. Em 2015 começa um trabalho de mudança corporal, frequentando em aulas de crossfit para ganhar um corpo definido para interpretar o ator pornô Rogê da Fonseca no filme biográfico Rogê, a Ferro e Fogo, lançado em 2016. Ainda em 2016 integra o elenco da peça Os 7 Gatinhos, de Nelson Rodrigues. No mesmo ano também estrela o espetáculo Um Dia a Casa Cai, no qual ficou até o início do ano seguinte. Em 2017 protagoniza o seriado Amor de 4, no Canal Brasil. Além disso também integra o elenco do filme O Matador, primeiro longa-metragem brasileiro da Netflix.

## Vida pessoal
Em 1993 ingressou no curso de artes dramáticas pela Universidade de São Paulo (USP), onde veio a se formar em 1995. Em 2003 namorou a modelo Ana Cláudia Silva e Silva. Em 2004 conheceu a produtora cinematográfica francesa Nathalie Bernier quando ela se mudou para o Brasil trabalhar na O2 Filmes, começando a namora-la naquele ano. Os dois se casaram em 15 de abril de 2010. Em 2017 foi assaltado e espancado em Belo Horizonte enquanto gravada o filme Belatriz.

## Teatro
| Ano     | Título                                 | Personagem      |
| ------- | -------------------------------------- | --------------- |
| 1995–96 | A Lenda de Peter Pan                   | Peter Pan       |
| 1997–98 | O Avarento                             | Léo             |
| 1999–00 | O Casamento                            | Teófilo         |
| 2002    | A Tempestade                           | Pedro Paulo     |
| 2003    | Ultimas Noticias de uma Mesma Historia | Fausto          |
| 2004    | O Evangelho segundo Jesus Cristo       | Judas Tadeu     |
| 2006–07 | A Cozinha                              | Leon            |
| 2011–12 | Iapinari                               | Iapinari        |
| 2012    | A Palavra Cantada de Manuel Bandeira   | Manuel Bandeira |
| 2016    | Os 7 Gatinhos                          | Tico            |
| 2016–17 | Um Dia a Casa Cai                      | Zé              |

## Filmografia

### Cinema
| Ano  | Título                                              | Personagem      | Notas          |
| ---- | --------------------------------------------------- | --------------- | -------------- |
| 2010 | Consolação-Paraíso                                  | Ele             | Curta-metragem |
| 2011 | Elvis & Madona                                      | Madona          |                |
| 2012 | Luz nas Trevas – A Volta do Bandido da Luz Vermelha | Ricardo         |                |
| 2014 | Dia Estranho                                        | Rafael          | Curta-metragem |
| 2016 | Rogê, a Ferro e Fogo                                | Rogê da Fonseca |                |
| 2016 | Quarto 10                                           | Lucas           | Curta-metragem |
| 2017 | Paraíso Insólito                                    | Douglas         | Curta-metragem |
| 2017 | O Matador                                           | Jonga           |                |
| 2018 | Uma Escola Demais: O Sequestro de Vitor             | Danilo          |                |
| 2018 | Os Príncipes                                        | Cássio          |                |
| 2019 | Quando a Vida Morre                                 | Antônio         | Curta-metragem |
| 2021 | Benjamim Zambraia e o Autopanóptico                 | Poeta           |                |
| 2022 | Amado                                               | Sargento Cunha  | [ 41 ]         |

### Televisão
| Ano     | Título                       | Personagem                | Notas                               |
| ------- | ---------------------------- | ------------------------- | ----------------------------------- |
| 1999–02 | Sandy & Júnior               | Cleosvaldo Tartari (Boca) |                                     |
| 2003    | Mulheres Apaixonadas         | Romeu                     | Episódios: "11 de abril–30 de maio" |
| 2005    | Floribella                   | Matheus Lopes             | Temporada 1                         |
| 2008    | Chamas da Vida               | Jairo Koerich             |                                     |
| 2009    | A Fazenda                    | Participante              | Temporada 2                         |
| 2013    | Flor do Caribe               | Dr. Diego Mattos          |                                     |
| 2013–15 | Revista do Cinema Brasileiro | Repórter                  |                                     |
| 2017–19 | Amor de 4                    | Miguel                    |                                     |
| 2019    | Stella Models                | Vogler                    |                                     |
| 2021    | Gênesis                      | Simeão                    |                                     |
| 2022    | Reis                         | Eliúde                    |                                     |
| 2022    | Reis                         | Asher                     |                                     |

## Produção/direção
| Ano  | Título             | Cargo   |
| ---- | ------------------ | ------- |
| 2010 | Consolação-Paraíso | Direção |

| Ano     | Título                               | Cargo    |
| ------- | ------------------------------------ | -------- |
| 2012–16 | Reportagens para a Discovery Channel | Produtor |

## Prêmios e indicações
| Ano  | Prêmio                          | Categoria      | Trabalho       | Resultado | Ref.   |
| ---- | ------------------------------- | -------------- | -------------- | --------- | ------ |
| 2009 | Festival de Cinema de Natal     | Melhor Ator    | Elvis & Madona | Venceu    | [ 45 ] |
| 2010 | Amazonas Film Festival          | Melhor Ator    | Elvis & Madona | Venceu    | [ 46 ] |
| 2010 | Festival de Cinema de Fortaleza | Melhor Ator    | Elvis & Madona | Venceu    | [ 47 ] |
| 2012 | Prêmio ACIE de Cinema           | Melhor Ator    | Elvis & Madona | Venceu    | [ 48 ] |
| 2012 | Troféu Cláudia Celeste          | Melhor Ator    | Elvis & Madona | Venceu    | [ 49 ] |
| 2012 | Prêmio Guarani                  | Revelação      | Elvis & Madona | Venceu    | [ 50 ] |
| 2014 | Festival de Curta Cabo Frio     | Melhor Atuação | Dia Estranho   | Venceu    | [ 51 ] |